# Антс Лайкмаа

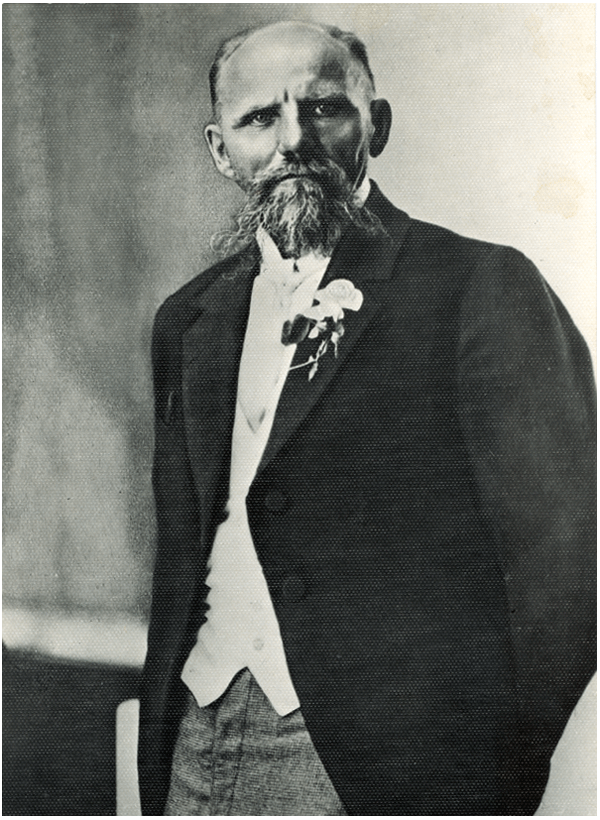
1930

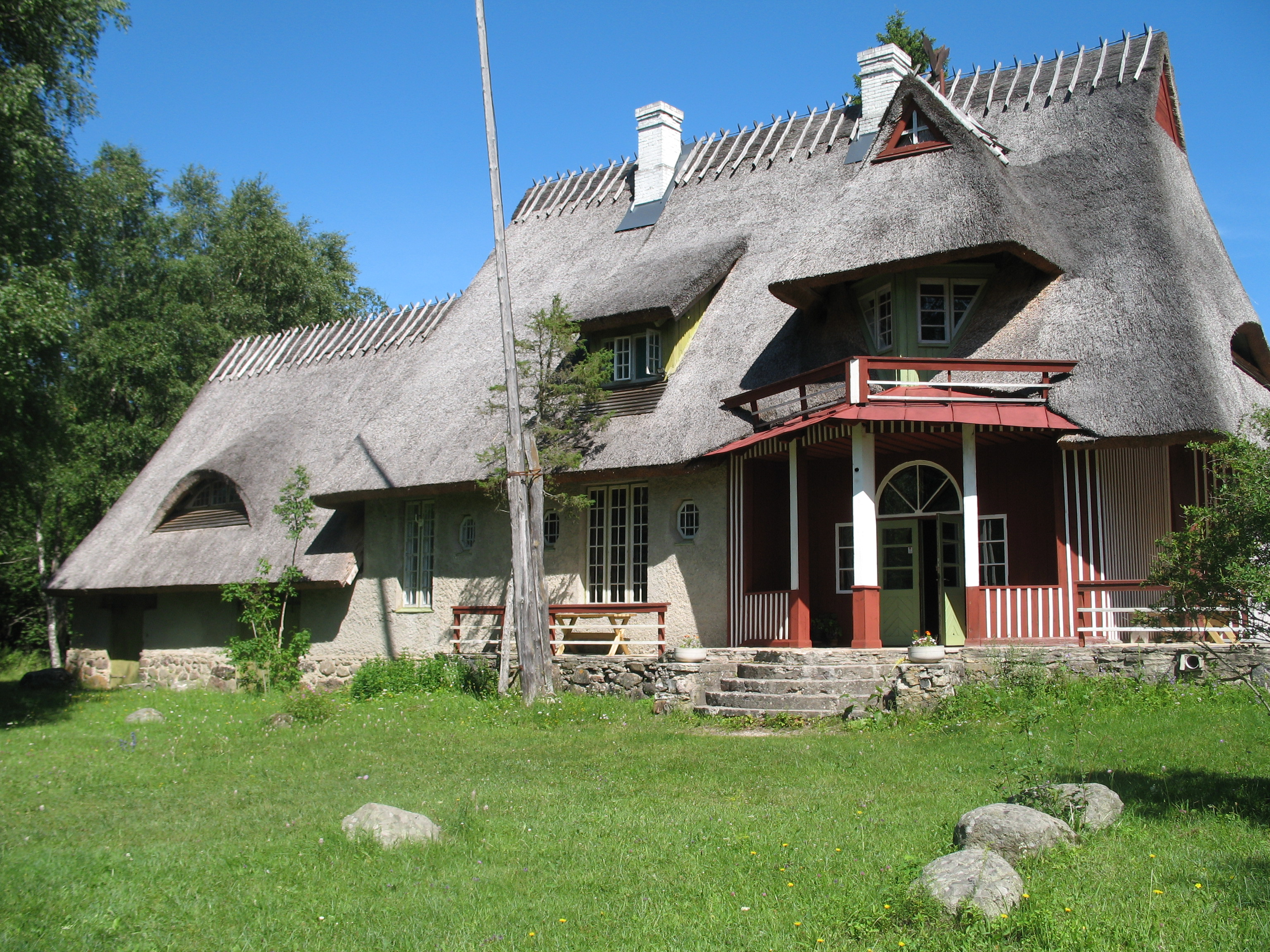
Будинок Лайкмаа у Кадарпіку, спроектований ним самим, зараз музей

Антс Лайкмаа (5 травня 1866, ферма Пайба, село Арасте, волость Віґала — 19 листопада 1942, Кадарпіку, волость Таебла) — естонський художник.

## Життєпис
Антс Лайкмаа (до 1935 року підписувався як Ганс Лайпман) був тринадцятою дитиною в бідній родині. Ходив до школи у Велісе, Хаапсалу та Лігула. Його мати померла, коли він був ще дитиною. Він рано проявив інтерес до малювання. У 1891—1893 та 1896/97 роках навчався в Дюссельдорфській академії мистецтв, і в 1897—1899 працював у Дюссельдорфі. Його пов'язують з Дюссельдорфською художньою школою.
Восени 1899 року він повернувся до Таллінна. У 1900—1907 роках Лайкмаа працював художником у Талліні та Хаапсалу. Згодом навчався в Бельгії, Франції, Австрії, Фінляндії та Нідерландах. У 1901 році організував свою першу естонську виставку в Таллінні, у 1906 — в Тарту. У 1903 році в Таллінні заснував студію. У 1907-му став засновником Естонського об'єднання мистецтв (Eesti Kunstiselts).
У 1904 році 38-річний Лайкмаа зустрів любов свого життя, 21-річну Марі Гакер, що пізніше змінила своє ім'я на Марія Ундер і стала одною з найбільш відомих поетес часу. Того ж року він намалював для неї два портрети, що вважаються найбільш відомими його роботами. З 1907 по 1909 рік він був здебільшого у Фінляндії, з 1909 по 1913 — подорожував по мистецьких центрах Європи, у 1910—1912 роках жив у Капрі й Тунісі. З 1913 і до 1931 працював вільним художником у Таллінні.
Серед інших, його учнями був молодий Альфред Розенберг. У 1927 році народилася його єдина дочка Айно-Марія (згодом Ану Кільпьо, померла у 1969) від його моделі з псевдонімом «Міку». У 1932 році Лайкмаа оселився поблизу Таебла в Ляенемаа, на своїй фермі в селі Кадарпіку, де розбито парк на 7 гектарів; там він залишився і працював до кінця життя.
Антс Лайкмаа помер у листопаді 1942 року в Кадарпіку, де й похований. У 1960 році його ферму відкрито як музей його життя і творчості.

## Творчість
Антс Лайкмаа став відомим за свої акварельні роботи. Він приніс в Естонію імпресіонізм і часто малював пейзажі, здебільшого різкими кольорами. Його портрети інтелектуальної та мистецької еліти Естонії також широковідомі.
Також був суспільно активним. Пропагував навчання й промоцію естонського мистецтва і став одним із засновників Естонського національного музею (Eesti Rahva Muuseum) в Тарту.

## Найвідоміші роботи
- Автопортрет (1902)
- Lääne neiu (1903)
- Портрет Марії Ундер (1904)
- Віґала (1904)
- Портрет Августа Кіцберга (1915)

## Галерея

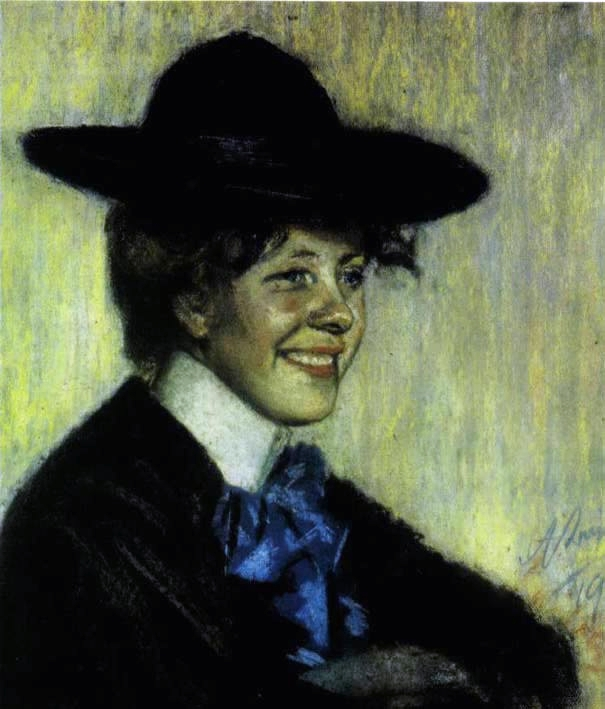
Портрет Марії Ундер (1904)
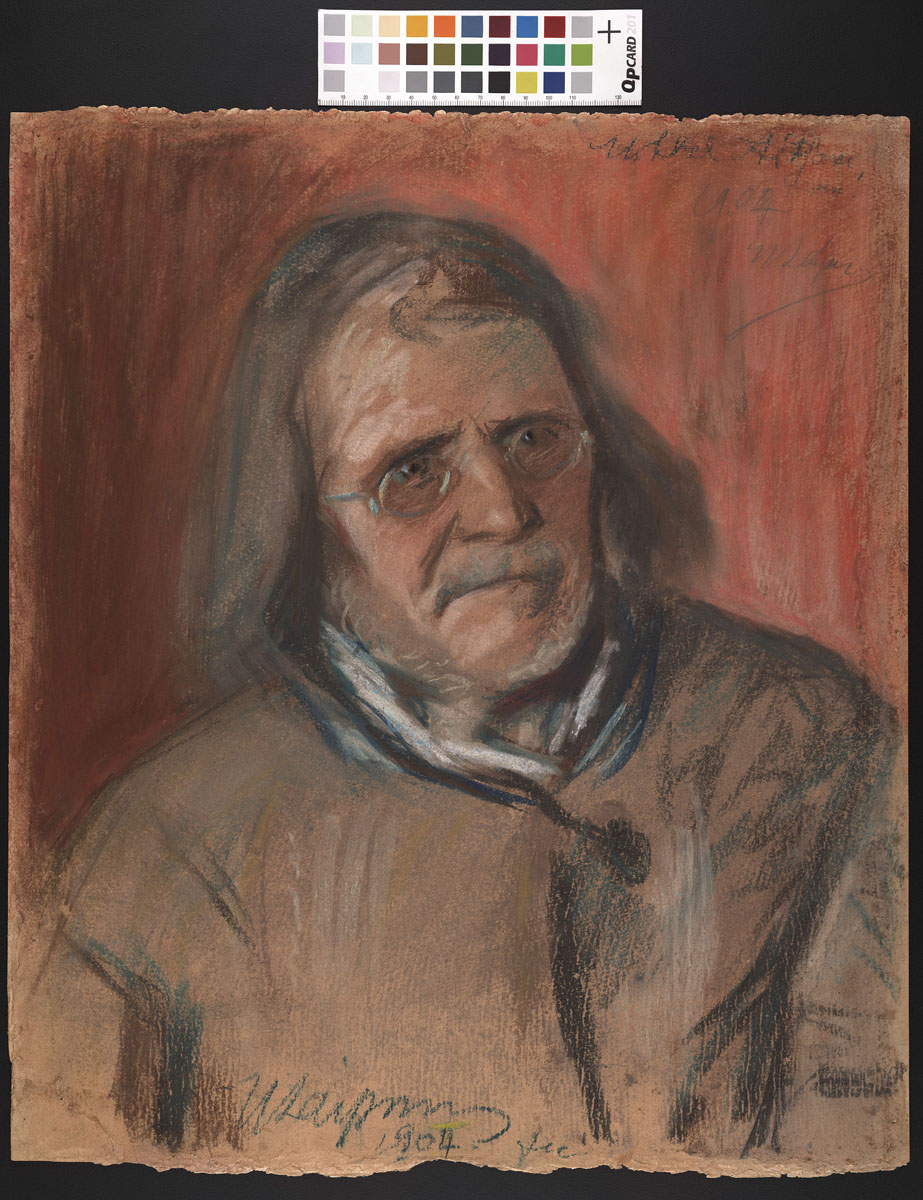
«Старий Айтсам» (1904)
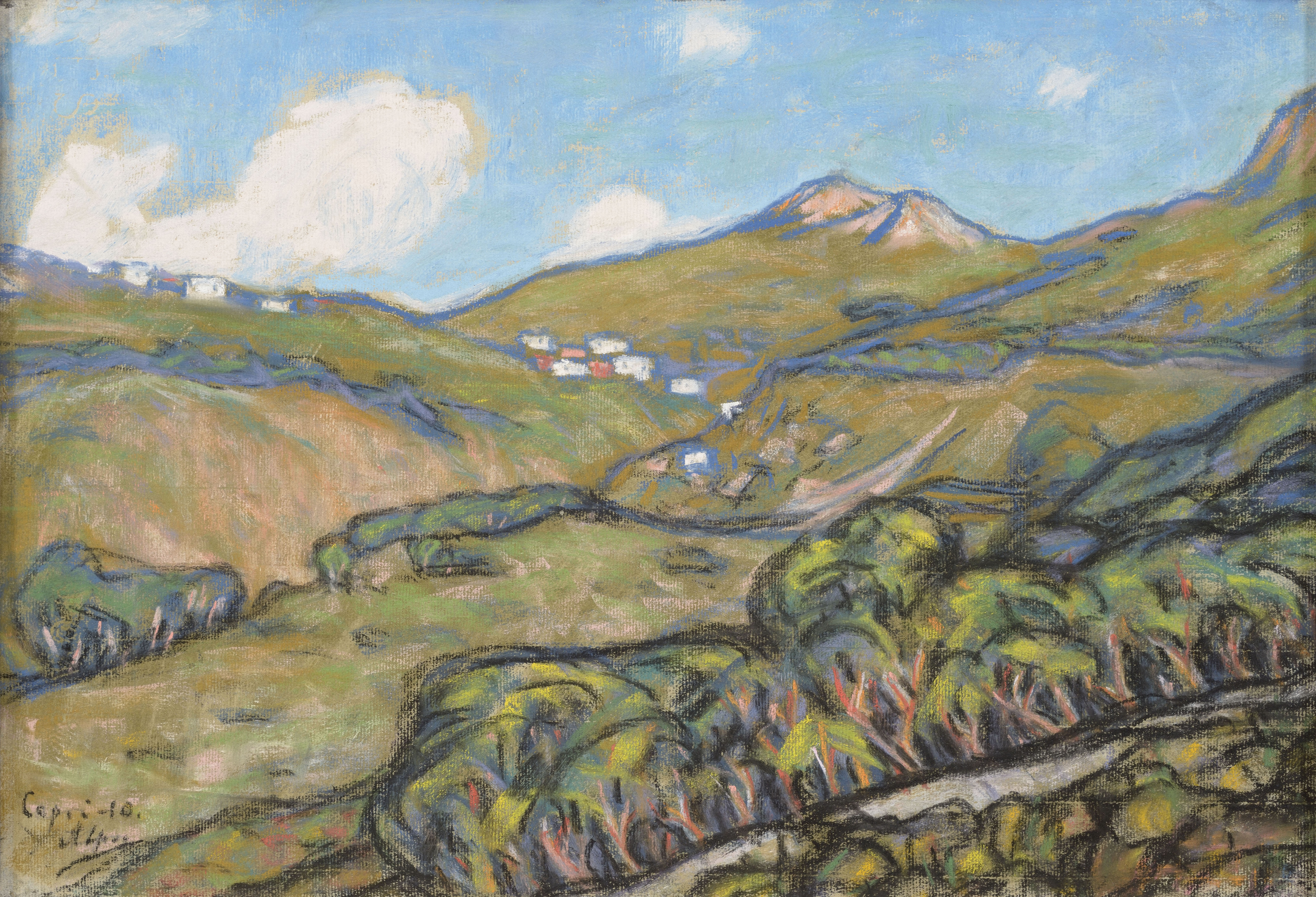
«Пейзаж Капрі» (1910)
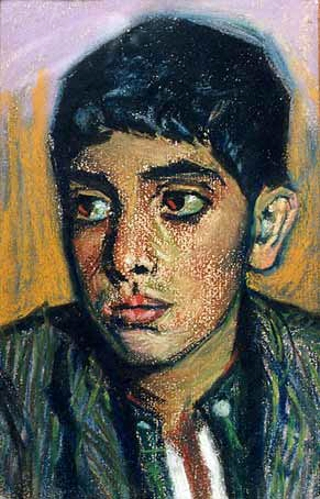
«Італійський хлопчик» (1911)
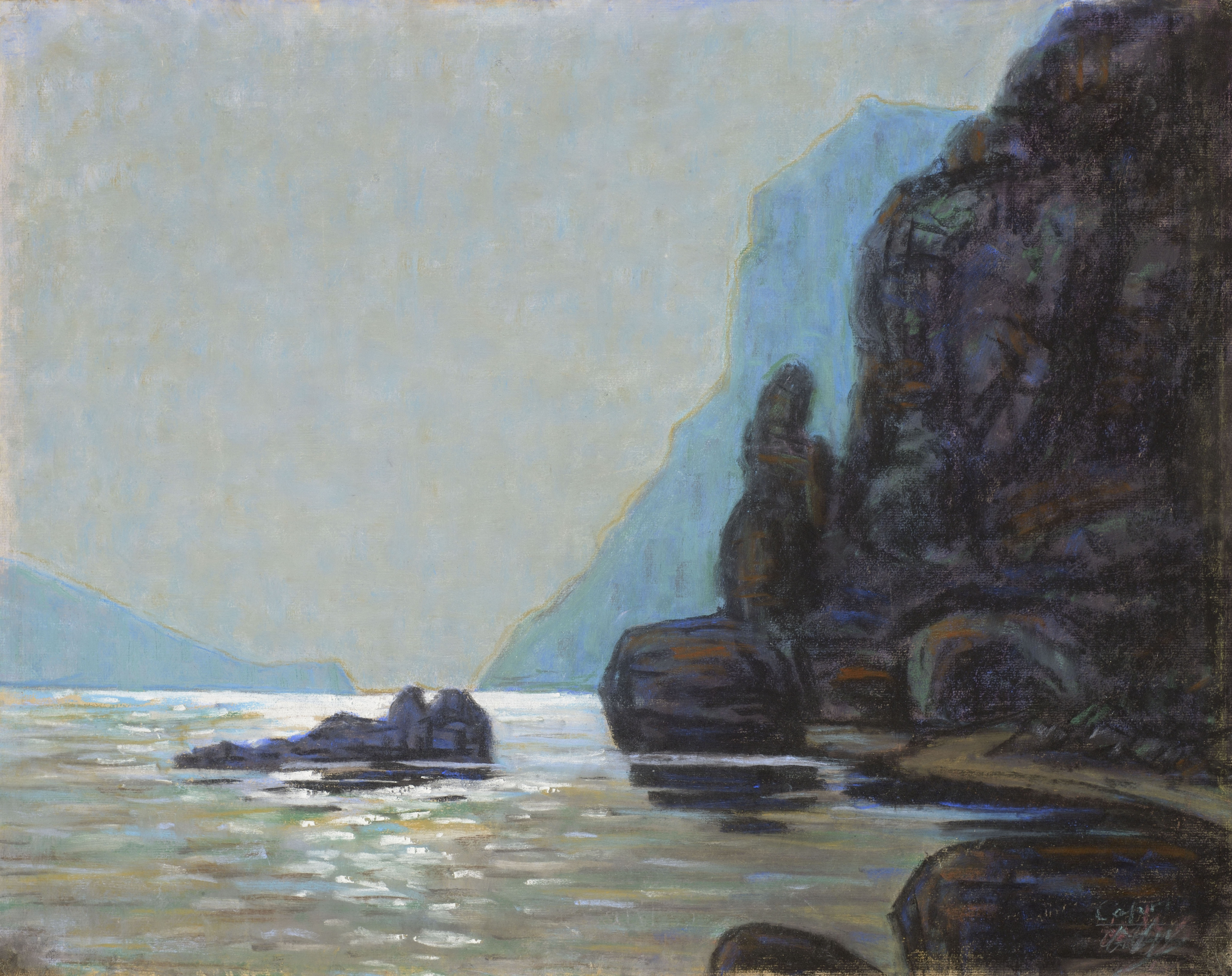
«Краєвид з Капрі» (1911–1912)
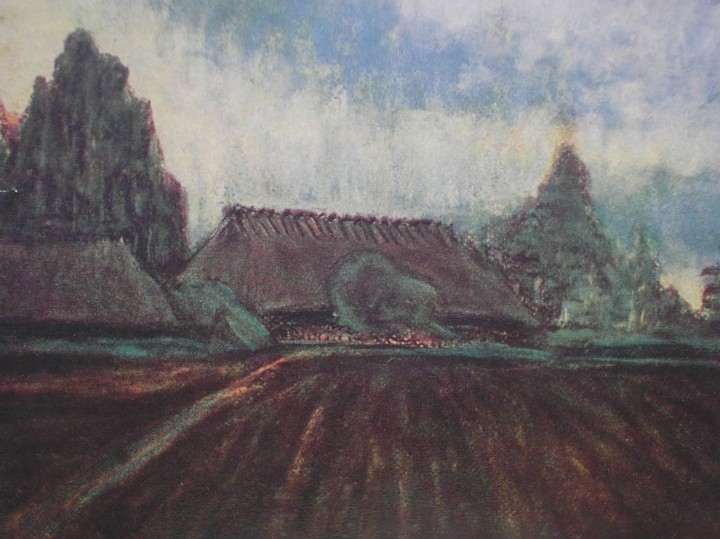
«Стара ферма» (1913)
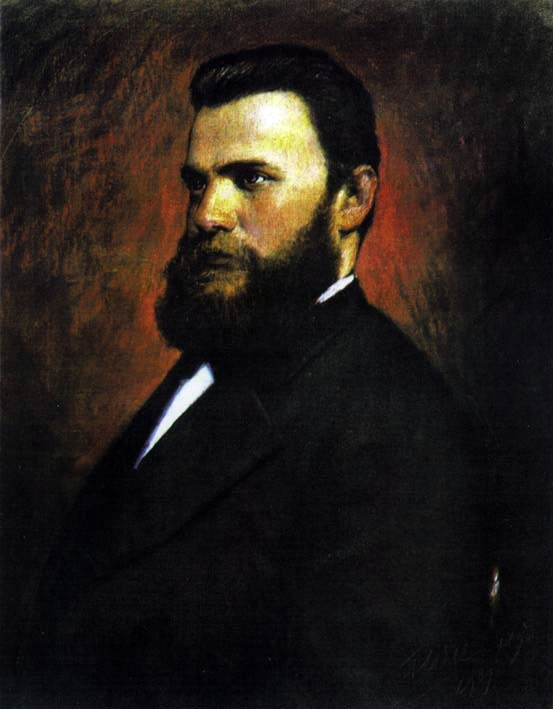
Портрет Карла Роберта Якобсона (1920)
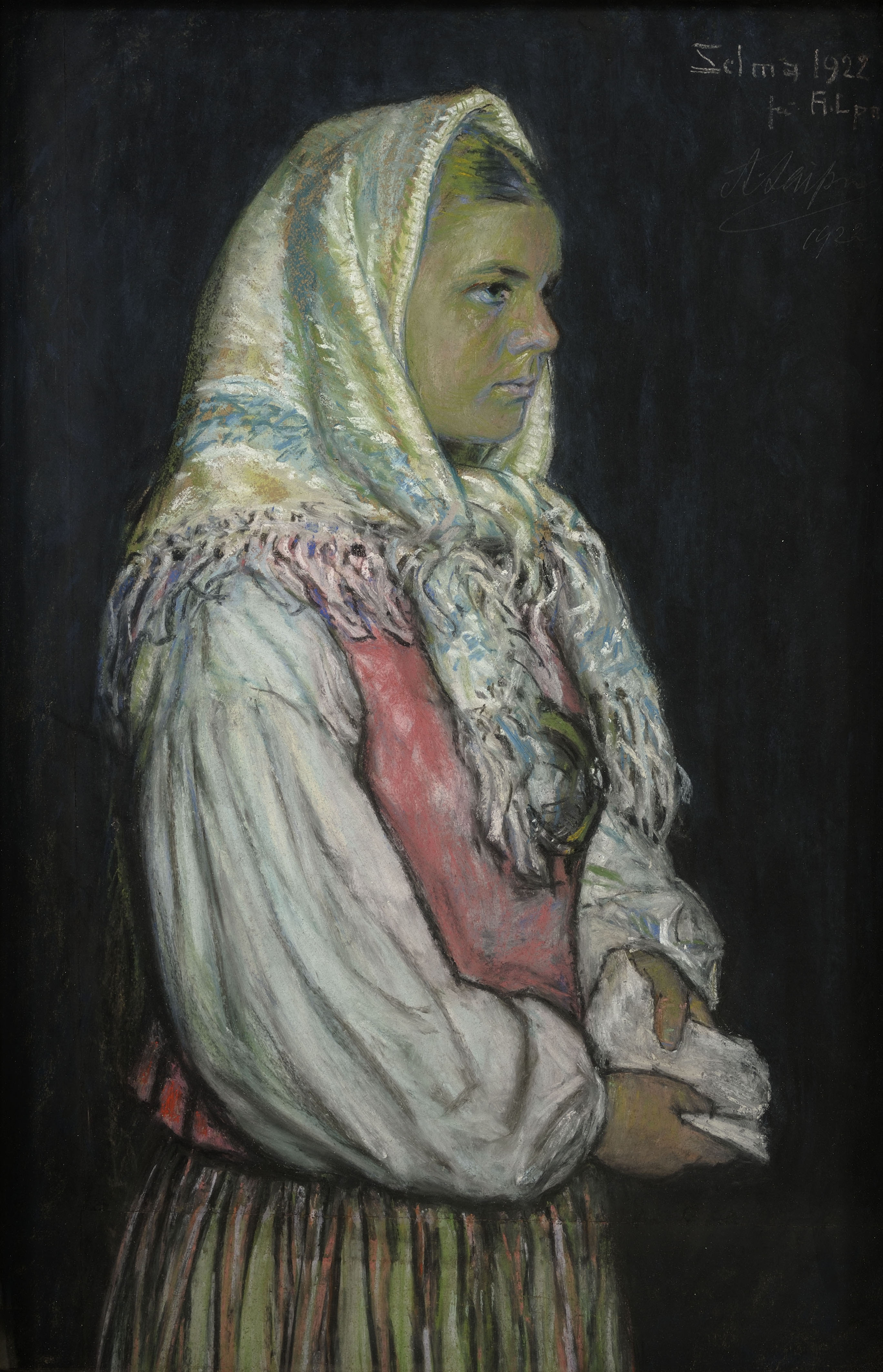
«Сельма» (1922)
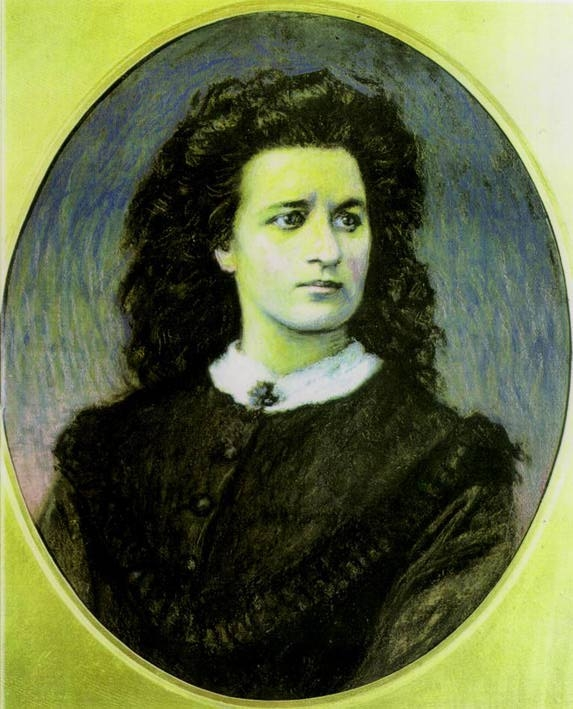
Портрет Лідії Койдула (1924)
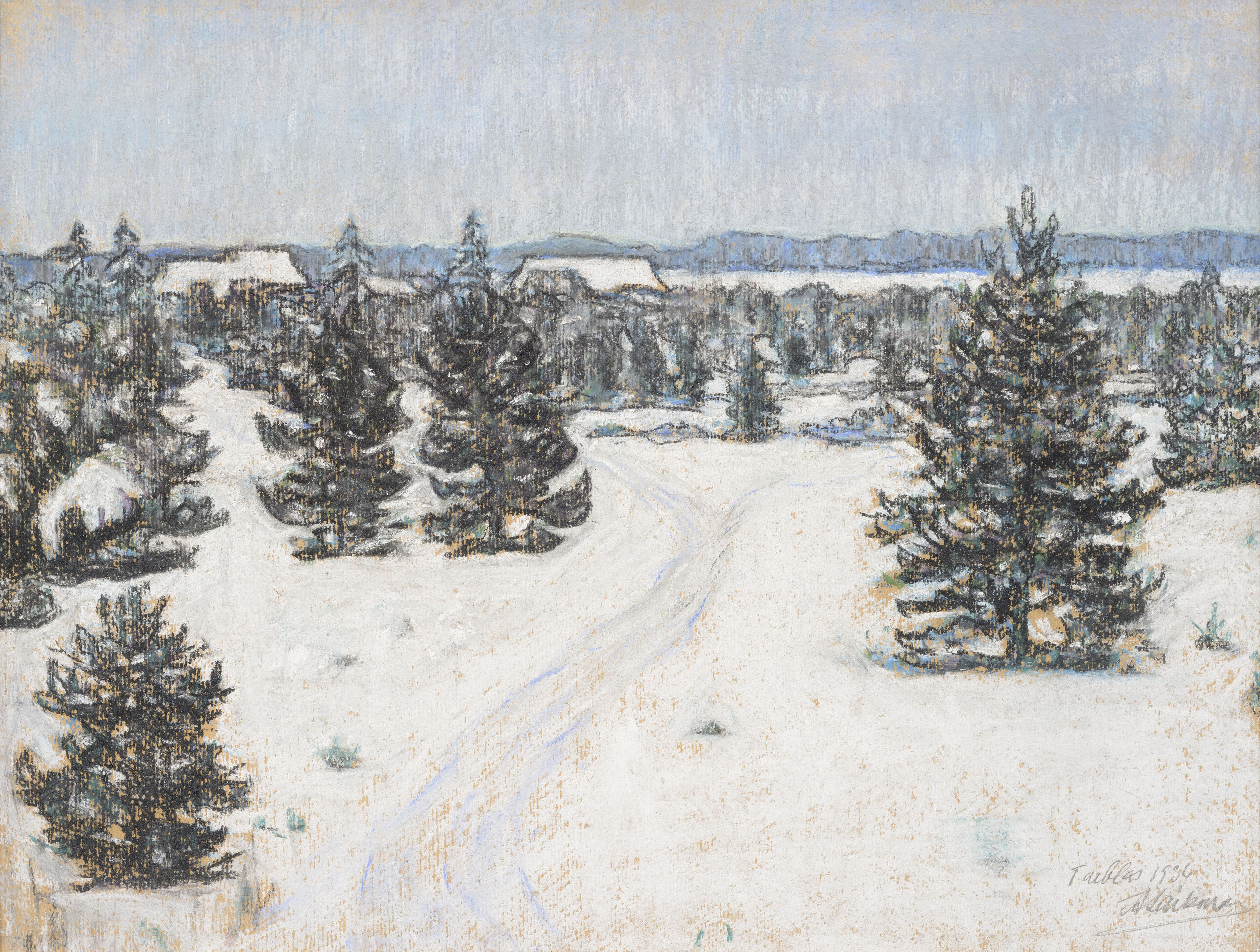
«Пейзаж Таебла» (1936)